# Ясунари Кавабата
Ясунари Кавабата (на японски: 川端 康成; по английската Система на Хепбърн Yasunari Kawabata) е японски писател, лауреат на Нобелова награда за литература за 1968 г. и първият японец, комуто е присъдена.

## Биография и творчество
Роден е на 11 юни 1899 г. в Осака. Осиротява като съвсем малко дете. Учи литература в Токийския императорски университет от 1920 до 1924 година.
Още през 1925 г. постига признание с разказа си „Танцьорката от Идзу“. Сред най-прочутите му произведения е „Снежна страна“ (1948), преведено и на български. Умира на 16 април 1972 г. в град Камакура, префектура Канагава, Япония.

## Произведения
| Година          | Японско заглавие                                         | Българско заглавие          | Превод на български език |
| 1926            | на японски: 伊豆の踊子 Izu no Odoriko                    | Танцьорката от Идзу         | 1983                     |
| 1930            | на японски: 浅草紅團 Asakusa Kurenaidan                  |                             |                          |
| 1935–1937, 1947 | на японски: 雪国 Yukiguni                                | Снежната страна             | 1977                     |
| 1951–1954       | на японски: 名人 Meijin                                  |                             |                          |
| 1949–1952       | на японски: 千羽鶴 Senbazuru                             | Хиляда жерава               | 1977                     |
| 1949–1954       | на японски: 山の音 Yama no Oto                           | Гласът на планината         | 1982                     |
| 1954            | на японски: みづうみ（みずうみ） Mizuumi                 | Езерото                     |                          |
| 1961            | на японски: 眠れる美女 Nemureru Bijo                     | Къщата на спящите красавици | 2010                     |
| 1962            | на японски: 古都 Koto                                    | Старата столица             |                          |
| 1964            | на японски: 美しさと哀しみと Utsukushisa to Kanashimi to | Красавицата и тъгата        |                          |
| 1964            | на японски: 片腕 Kataude                                 | Ръка                        |                          |
|                 | на японски: 掌の小説 Tenohira no Shōsetsu                |                             |                          |